# ボルハ・イグレシアス
ボルハ・イグレシアス・キンタス（Borja Iglesias Quintás, 1993年1月17日 - ）は、スペイン・ガリシア州ア・コルーニャ県サンティアゴ・デ・コンポステーラ出身のプロサッカー選手。ラ・リーガ・セルタ・デ・ビーゴ所属。スペイン代表。ポジションはFW。

## クラブ経歴

### ビジャレアルC
2011年にビジャレアルCFのカンテラに入団し、2012年にセグンダ・ディビシオンB所属のCチームに昇格。2012-13シーズンを29試合11得点を記録。

### セルタ
2013年7月9日、セルタ・デ・ビーゴと2年契約を結び、Bチームに配属。セグンダ・ディビシオンBでゴールを量産し、2015年1月3日のセビージャFC戦で、サンティ・ミナとの交代でプリメーラ・ディビシオン初出場を果たすも、セルタでのトップリーグ出場は、この1試合の出場にとどまった。
2017年7月9日、セグンダ・ディビシオンのレアル・サラゴサに、レンタル移籍で加入。2017-18シーズン39試合22ゴールの好成績を残した。

### エスパニョール
2018年7月8日、RCDエスパニョールと4年契約を締結。8月26日のバレンシアCF戦で、ラ・リーガ初ゴールを決めた。その後もゴールを決め、チームトップの17ゴールを記録。

### ベティス
2019年8月14日、レアル・ベティスと5年契約を締結した。加入1シーズ目は、リーグ戦3得点を記録し、チームもリーグ戦15位でシーズンを終えた。また、同シーズン中の2月20日、CDレガネス戦にて相手監督を突き飛ばした事で一発退場の処分を受けた。翌2020-21シーズンは、チーム内得点王となる11得点を挙げ、クラブのUEFAヨーロッパリーグ出場権獲得に貢献した 。
2021-22シーズンの2022年3月3日、コパ・デル・レイの準決勝第2戦ラージョ・バジェカーノ戦では、延長92分に決勝ゴールを挙げてクラブを決勝進出に導いた。また、その決勝ではバレンシアCFと対戦し、前半11分に先制点を決めた。その後、PK戦を経てバレンシアに競り勝ち、17年ぶりのコパ・デル・レイ優勝を成し遂げた。イグレシアスはこのシーズンのコパ・デル・レイで通算5得点を挙げて大会得点王に輝いた。
2022-23シーズン、リーグ戦開幕6試合で6得点を挙げる活躍を見せ、8月のラ・リーガ月間最優秀選手に選出された。
2024年1月27日、バイエル・レバークーゼンにレンタル移籍。

## 代表経歴
2022年9月、UEFAネーションズリーグを戦うスペイン代表に初招集され、9月24日に行われたスイス代表戦でA代表初キャップを踏んだ。

## 個人成績

### クラブ
2023年6月30日現在
| クラブ         | シーズン | ディビジョン     | リーグ戦 | リーグ戦 | 国王杯 | 国王杯 | 国際大会 | 国際大会 | 期間通算 | 期間通算 |
| クラブ         | シーズン | ディビジョン     | 出場     | 得点     | 出場   | 得点   | 出場     | 得点     | 出場     | 得点     |
| -------------- | -------- | ---------------- | -------- | -------- | ------ | ------ | -------- | -------- | -------- | -------- |
| セルタB        | 2013-14  | プリメーラ・RFEF | 35       | 12       | -      | -      | -        | -        | 35       | 12       |
| セルタB        | 2014-15  | プリメーラ・RFEF | 36       | 17       | -      | -      | -        | -        | 36       | 17       |
| セルタB        | 2015-16  | プリメーラ・RFEF | 36       | 12       | -      | -      | -        | -        | 36       | 12       |
| セルタB        | 2016-17  | プリメーラ・RFEF | 39       | 34       | -      | -      | -        | -        | 39       | 34       |
| セルタ         | 2014-15  | ラ・リーガ       | 1        | 0        | -      | -      | -        | -        | 1        | 0        |
| セルタ         | 2015-16  | ラ・リーガ       | 0        | 0        | 1      | 0      | -        | -        | 1        | 0        |
| セルタ         | 通算     | 通算             | 147      | 75       | 1      | 0      | -        | -        | 148      | 75       |
| サラゴサ       | 2017-18  | セグンダ         | 41       | 22       | 2      | 1      | -        | -        | 43       | 23       |
| サラゴサ       | 通算     | 通算             | 41       | 22       | 2      | 1      | -        | -        | 43       | 23       |
| エスパニョール | 2018-19  | ラ・リーガ       | 37       | 17       | 6      | 3      | -        | -        | 43       | 20       |
| エスパニョール | 2019-20  | ラ・リーガ       | -        | -        | -      | -      | 3        | 3        | 3        | 3        |
| エスパニョール | 通算     | 通算             | 37       | 17       | 6      | 3      | 3        | 3        | 46       | 23       |
| ベティス       | 2019-20  | ラ・リーガ       | 35       | 3        | 2      | 0      | -        | -        | 37       | 3        |
| ベティス       | 2020-21  | ラ・リーガ       | 28       | 11       | 4      | 2      | -        | -        | 32       | 13       |
| ベティス       | 2021-22  | ラ・リーガ       | 33       | 10       | 8      | 5      | 10       | 4        | 51       | 19       |
| ベティス       | 2022-23  | ラ・リーガ       | 35       | 15       | 1      | 0      | 6        | 0        | 42       | 15       |
| ベティス       | 通算     | 通算             | 131      | 39       | 15     | 7      | 16       | 4        | 162      | 50       |
| 総通算         | 総通算   | 総通算           | 38       | 162      | 24     | 11     | 19       | 7        | 424      | 180      |

## タイトル

### クラブ
レアル・ベティス
- コパ・デル・レイ: 2021-22

バイエル・レバークーゼン
- ブンデスリーガ: 2023-24

### 個人
- ラ・リーガ月間最優秀選手賞: 2022年8月[9]